# 지카타촌
지카타촌(近田村)은 히로시마현 아시나군에 있던 촌이다. 현재의 후쿠야마시에 해당한다.

## 역사
- 1889년 4월 1일 - 정촌제 시행에 의해 혼지군 지카타촌이 발족하였다.
- 1900년 4월 1일 - 군의 통합에 의해 아시나군에 소속되었다.
- 1995년 1월 1일 - 에키야정, 무베야마촌, 시모카와베촌, 핫토리촌과 합병해, 새로운 에키야정이 신설하여 폐지되었다.

## 교통

### 철도
- 일본국유철도
  - 후쿠엔선

## 참고문헌
- 角川日本地名大辞典 34 広島県
- 『市町村名変遷辞典』東京堂出版、1990年。